# Palais des congrès de Paris
Palais des congrès de Paris je koncertna dvorana i kongresni centar u Parizu, Francuska.

## Podaci
- Grand Amphithéâtre: 3723 sjedala
- Amphithéâtre Bordeaux: 650 sjedala
- TV studio

## Događanja
- prezentacija César Awarda: 1976., 1981., 1986., 1987., 1988., 1992., 1995.
- Pjesma Eurovizije 1978.
- prezentacija Tour de Francea